# Harmonia quadripunctata
Harmonia quadripunctata es un coleóptero de la familia Coccinellidae. Fue descrita por primera vez por Pontopiddan en 1763.

## Descripción
Harmonia quadripunctata es un gran coccinélido de forma ovalar con una longitud de 5.5-6 mm. La coloración es muy variable. La especie suele ser de color rojo brillante, marrón o amarillo, aunque algunos individuos con manchas oscuras muy expandidas parecen casi completamente negros. El nombre común "con manchas de crema" hace referencia a las líneas verticales pálidas presentes en muchos individuos. Aunque el patrón base consiste en 18 puntos negros, muchas ejemplares no muestran las 18 manchas. Los 2 puntos marginales en cada élitro aparecen con frecuencia incluso en los individuos con marcas más leves, por ello el epíteto de especie quadripunctata.
El pronoto no es muy variable, con un patrón consistente de 11 marcas, 5 de las cuales son grandes y llamativas. La parte inferior de H5 es oscura con lados de color marrón anaranjado, como en la mayoría de los Harmonia. Los especímenes más claros con manchas limitadas pueden ser similares a H. axyridis, pero el pronoto y el patrón de los élitros no se superponen.

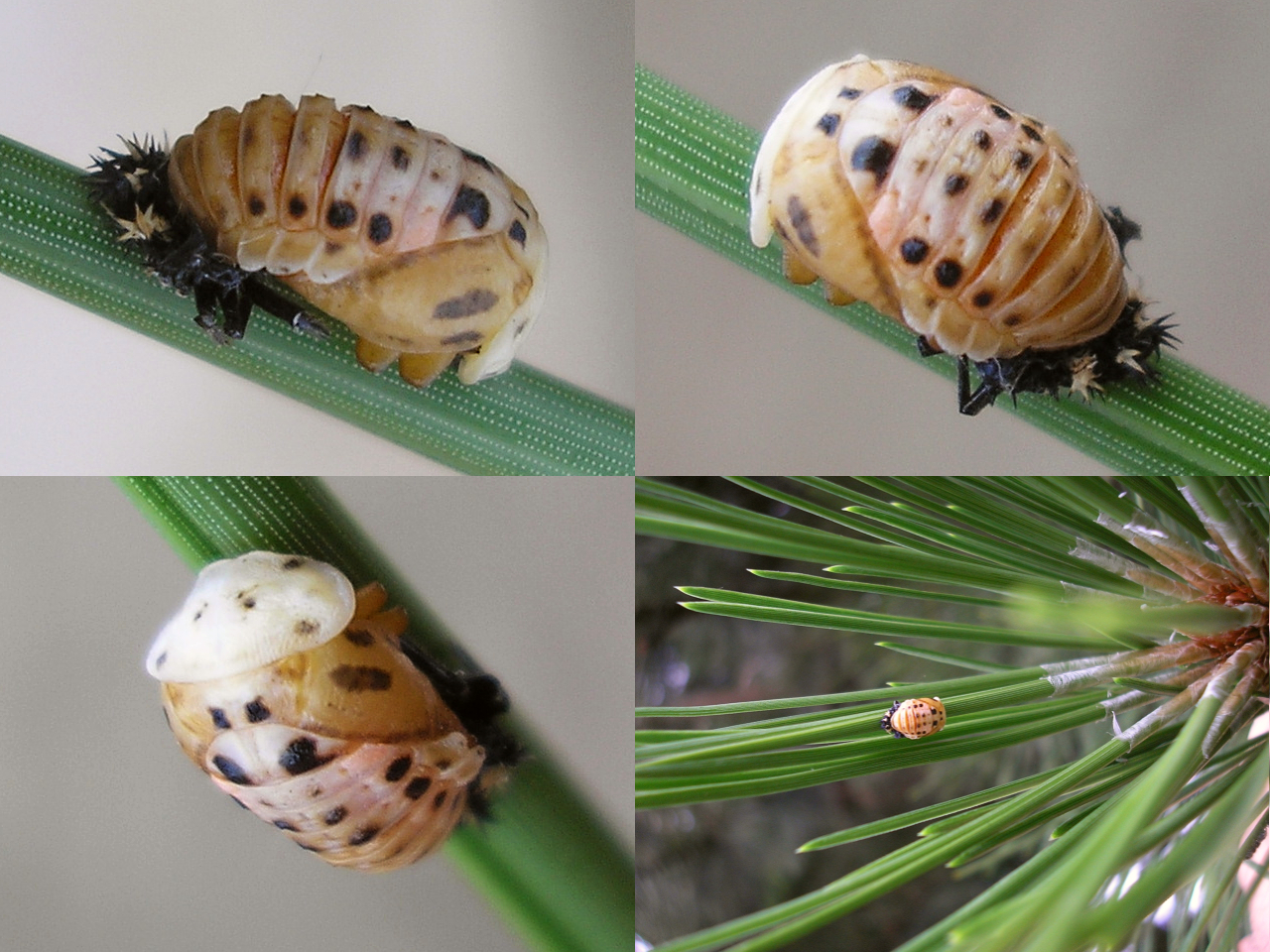
Crisálida de Harmonia quadripunctata

La larva completamente formada es negra con una línea lateral naranja brillante y protuberancias espinosas. La pupa es de color gris-marrón claro, a veces con un matiz negro, con puntos negros en seis filas longitudinales. La última piel de la oruga recubre la base de la pupa.

## Comportamiento
Es un depredador de varias especies de pulgones como Lachnus pinicola o Pineus pini y Cinara pilicornis. El período de actividad se extiende de marzo a octubre. Pasan el invierno en comunidades bajo la corteza de diversos árboles de hoja caduca y de coníferas, como pinos y álamos. Generalmente es el pino silvestre aunque existen registros de pinos exóticos, abetos de Douglas y píceas de Noruega.

## Distribución y hábitat
Harmonia quadripunctata está muy extendida desde el Norte hasta el Sur de Europa. En las islas británicas solo se encuentra de forma esporádica. La especie es originaria de la región paleártica, donde continua presente en el ámbito paleártico oriental y en el Oriente Próximo. Viven en bosques de pinos desde las tierras bajas hasta las colinas.
Históricamente se han producido raros registros errantes de esta especie en la costa este de América del Norte, en tres localidades cercanas a Nueva York y Nueva Jersey. Sin embargo, se descubrió una posible colonia de esta especie en Massachusetts a partir de 2014, donde probablemente haya formado una población sostenible.
En América del Sur es posible encontrar ejemplares en:
- Argentina: la ciudad de Buenos Aires y las provincias de Buenos Aires, Santa Fe, Mendoza, Río Negro y Chubut.[8]
- Chile: Cachapoal, Cardenal Caro, Chacabuco, Cordillera, Curicó, Malleco, Melipilla, Ñuble, San Antonio, Santiago, Talca, Valdivia, Osorno y Valparaíso.[5]

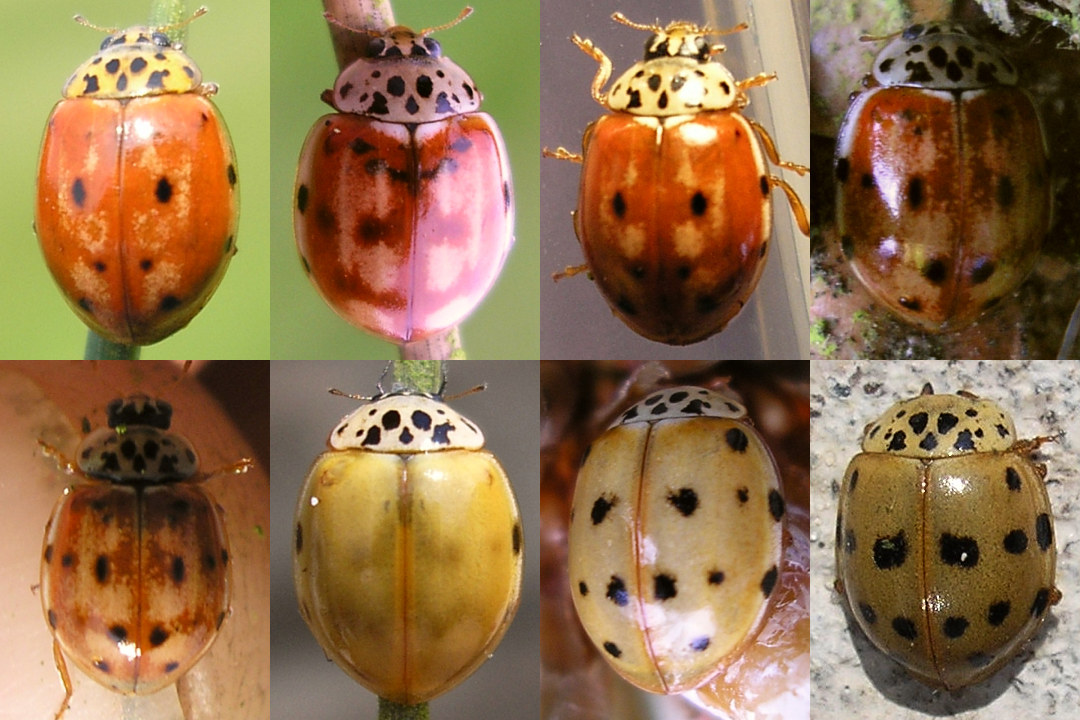
Variabilidad de Harmonia quadripunctata

- Colombia: Antioquía